# Georg Heinrich Pertz

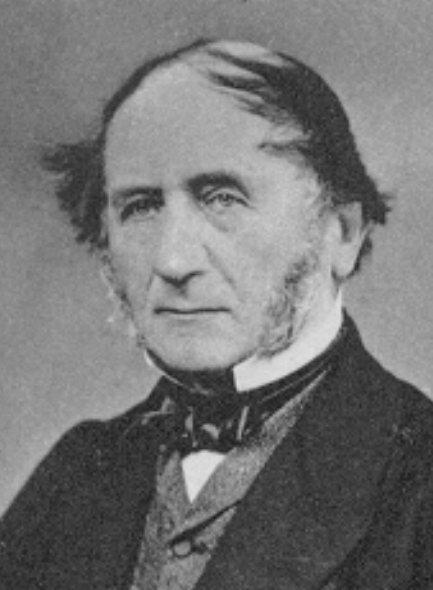
Georg Heinrich Pertz

Georg Heinrich Pertz (28 de março de 1795 – 7 de outubro de 1876) foi um historiador alemão, nascido em Hanôver.

## Vida pessoal
Pertz casou-se duas vezes. Seu primeiro casamento foi em 1827 com Julia Philippa Pertz, née Garnett (nascido em 1793; morreu 22 ou 25 de julho de 1852), com quem teve cinco filhos. Seu segundo casamento, em 1854, foi com Leonora Horner,  com quem teve vários filhos, incluindo a botânica Dora Pertz.
Morreu em 7 de outubro de 1876, em Munique. Ele está enterrado em Berlim. Em 1937, em sua homenagem foi nomeada Pertzstrasse uma rua no distrito de Kleefeld de Hanover. 

## Carreira
Entre 1813 e 1818 estudou história e filologia na Universidade de Göttingen. Sua tese de graduação, publicada em 1819, sobre a história dos prefeitos merovíngios do palácio, atraiu a atenção do reformador prussiano Barão Stein, por quem foi contratado em 1820 para editar os cronistas carolíngios para a recém-fundada Sociedade Histórica da Alemanha. Em busca de materiais, realizou uma longa viagem pela Alemanha e Itália, e ao retornar 1823 foi encarregado da publicação da série Monumenta Germaniae Historica, textos de todos os importantes escritores históricos sobre assuntos alemães antes de 1500, bem como como de leis, cartas, arquivos imperiais e régios e outros documentos valiosos do período. 
Em 1821 foi nomeado secretário dos arquivos e, em 1827, principal guardião da biblioteca real de Hanôver. Entre 1832 e 1837 editou o Hannoverische Zeitung. Em 1842 foi bibliotecário-chefe da Biblioteca Real de Berlim, sendo pouco depois nomeado conselheiro privado e membro da Academia de Ciências. Em 1874, com 24 volumes da série Scriptores, Leges e Diplomata da Monumenta escritos, renunciou a todas as suas nomeações. 
Seu trabalho com a Monumenta trabalho tornou possível a existência da escola moderna de historiadores científicos da Alemanha medieval. Em conexão com a Monumenta, Pertz também começou a publicação de uma seleção de fontes em formato oitavo, os Scriptores rerum germanicarum in usum scholarum . Entre suas outras obras literárias estava uma edição do Gesammelte Werke de Leibniz, e uma vida de Stein ( Leben des Ministers Freiherrn vom Stein (6 vols, 1849-1855)). 

## Trabalhos
- Pertz, ed. (1845). Einhardi Annales. Hanover: [s.n.]